# ヤン＝オレ・ジーバース
ヤン＝オレ・ジーバース（Jan-Ole Sievers, 1995年2月16日 - ）は、ドイツ・カールスルーエ出身のサッカー選手。ポジションはゴールキーパー。

## 来歴
2011年7月に地元カールスルーエSCのアカデミーからイングランドのボルトン・ワンダラーズFCへ移籍。2013年には1.FCカイザースラウテルンのU-19チームに加入。2017年2月7日、1.FCカイザースラウテルンとプロ契約を結んだ。
2017年10月25日、DFBポカール2017-20182回戦のVfBシュトゥットガルト戦でトップチーム初出場。12月1日、2. ブンデスリーガの1.FCハイデンハイム戦で負傷したマリウス・ミュラーに代わり途中出場、リーグ戦初出場となった。
2018年5月、カイザースラウテルンとの契約を2021年まで延長。2018-19シーズンは正ゴールキーパーとして開幕戦を含む7試合に出場。しかし怪我によってウォルフガング・ヘスルにポジションを奪われると、後半戦からはU-19ドイツ代表のレナート・グリルが起用されるようになり、さらに資金難も重なりクラブはジーバースの放出を決断。2019年2月にFC岐阜への期限付き移籍が発表された。
岐阜加入後は、同じ外国人GKであるビクトル・イバニェスとのポジション争いを制し、24試合に出場した。2019年12月、移籍期間満了により岐阜を退団。
2020年7月、双方の同意により2021年までの契約を早期終了し、1.FCカイザースラウテルンを退団した。

## 個人成績
| 国内大会個人成績 | 国内大会個人成績     | 国内大会個人成績 | 国内大会個人成績 | 国内大会個人成績 | 国内大会個人成績 | 国内大会個人成績 | 国内大会個人成績 | 国内大会個人成績 | 国内大会個人成績 | 国内大会個人成績 | 国内大会個人成績 |
| 年度             | クラブ               | 背番号           | リーグ           | リーグ戦         | リーグ戦         | リーグ杯         | リーグ杯         | オープン杯       | オープン杯       | 期間通算         | 期間通算         |
| 年度             | クラブ               | 背番号           | リーグ           | 出場             | 得点             | 出場             | 得点             | 出場             | 得点             | 出場             | 得点             |
| ドイツ           | ドイツ               | ドイツ           | ドイツ           | リーグ戦         | リーグ戦         | リーグ杯         | リーグ杯         | DFBポカール      | DFBポカール      | 期間通算         | 期間通算         |
| ---------------- | -------------------- | ---------------- | ---------------- | ---------------- | ---------------- | ---------------- | ---------------- | ---------------- | ---------------- | ---------------- | ---------------- |
| 2016-17          | カイザースラウテルン |                  | ブンデス2部      | 0                | 0                | -                | -                | 0                | 0                | 0                | 0                |
| 2017-18          | カイザースラウテルン |                  | ブンデス2部      | 4                | 0                | -                | -                | 1                | 0                | 5                | 0                |
| 2018-19          | カイザースラウテルン |                  | 3リーガ          | 7                | 0                | -                | -                | 1                | 0                | 8                | 0                |
| 日本             | 日本                 | 日本             | 日本             | リーグ戦         | リーグ戦         | リーグ杯         | リーグ杯         | 天皇杯           | 天皇杯           | 期間通算         | 期間通算         |
| 2019             | 岐阜                 | 43               | J2               | 24               | 0                | -                | -                | 1                | 0                | 25               | 0                |
| 通算             | ドイツ               | ドイツ           | ブンデス2部      | 4                | 0                | -                | -                | 1                | 0                | 5                | 0                |
| 通算             | ドイツ               | ドイツ           | 3リーガ          | 7                | 0                | -                | -                | 1                | 0                | 8                | 0                |
| 通算             | 日本                 | 日本             | J2               | 24               | 0                | -                | -                | 1                | 0                | 25               | 0                |
| 総通算           | 総通算               | 総通算           | 総通算           | 35               | 0                | -                | -                | 3                | 0                | 38               | 0                |